# Mythimna alboradiosa
Mythimna alboradiosa là một loài bướm đêm trong họ Noctuidae.